# الودای
ال ودای یک منطقهٔ مسکونی در عربستان سعودی است که در استان مدینه واقع شده‌است.